# Geoff Hoon
Geoffrey William (Geoff) Hoon (Derby, Engeland, 6 december 1953) is een voormalig Brits politicus van de Labour Party.
Hoon was van 1999 tot 2009 een van de prominentste politici van de Labour Party en was opeenvolgend bewindspersoon in de kabinetten-Blair en Brown. In het kabinet-Blair was hij staatssecretaris voor Buitenlandse Zaken van 1997 tot 1999, onderminister voor Buitenlandse Zaken en onderminister voor Europese Zaken in 1999, minister van Defensie van 1999 tot 2005, Leader of the House of Commons en Lord Privy Seal van 2005 tot 2006, nogmaals onderminister voor Europese Zaken van 2006 tot 2007 en in het kabinet-Brown onderstaatssecretaris voor Financiën van 2007 tot 2008 en minister van Transport van 2008 tot 2009.
Hoon volgde zijn opleiding de Nottingham High School en studeerde rechten aan het Jesus College van de Universiteit van Cambridge.
- Gemeinsame Normdatei: 1139056352
- Virtual International Authority File: 4295150470093504330000
- WorldCat: E39PBJccbcTFmCGHPYcVxDKmVC